# Diaphus hudsoni
Diaphus hudsoni is een straalvinnige vissensoort uit de familie van lantaarnvissen (Myctophidae). De wetenschappelijke naam van de soort is voor het eerst geldig gepubliceerd in 1976 door Zurbrigg & Scott.